# Elecciones provinciales de Misiones de 2015
Las Elecciones Generales de la Provincia de Misiones 2015 se realizaron el 25 de octubre de 2015, conjuntamente con las elecciones nacionales. Además de los cargos ejecutivos, se eligieron diputados provinciales.

## Resultados

### Gobernador y vicegobernador
| Fórmula                     | Fórmula                       | Partido/Alianza       | Partido/Alianza                                     | Votos   | %     |
| Gobernador                  | Vicegobernador                | Partido/Alianza       | Partido/Alianza                                     | Votos   | %     |
| --------------------------- | ----------------------------- | --------------------- | --------------------------------------------------- | ------- | ----- |
| Hugo Passalacqua            | Oscar Herrera Ahuad           |                       | Frente Renovador de la Concordia                    | 400.536 | 63,79 |
| Alex Ziegler                | Mario Dionisio Pegoraro       |                       | Frente Vamos Juntos                                 | 85.060  | 13,55 |
| Gustavo Alberto González    | Norma Edith Fernández Flores  |                       | Frente Cívico y Social                              | 53.605  | 8,54  |
| Adolfo Velázquez            | Nelson Ricardo San José       |                       | Frente Unidos UNA                                   | 40.773  | 6,49  |
| Héctor Orlando Bárbaro      | Diego Sebastián Ciarmiello    |                       | Proyecto Agrario y Social                           | 37.630  | 5,99  |
| Mario Eduardo Coutouné      | Guillermo Maximiliano Ramisch |                       | Partido del Obrero                                  | 4.350   | 0,69  |
| Ramón del Rosario Velázquez | Miguel Egidio Santa Cruz      |                       | Unidos por una Nueva Alternativa (AUS - MMB - UCyB) | 2.225   | 0,35  |
| Juan Pasaman Znacovski      | Víctor Alfredo Rosenfeld      |                       | Frente Popular (UP - PTP)                           | 1.792   | 0,29  |
| Roberto Orlando Benítez     | Francisco Esteban Duarte      |                       | Movimiento Social para una Mejor Vida               | 974     | 0,16  |
| Alfredo Wenceslao Aranda    | César Oscar Domínguez         |                       | Movimiento Generacional                             | 958     | 0,15  |
| Votos positivos             | Votos positivos               | Votos positivos       | Votos positivos                                     | 627.903 | 89,78 |
| Votos en blanco             | Votos en blanco               | Votos en blanco       | Votos en blanco                                     | 66.184  | 9,46  |
| Votos nulos                 | Votos nulos                   | Votos nulos           | Votos nulos                                         | 5.277   | 0,75  |
| Participación               | Participación                 | Participación         | Participación                                       | 699.364 | 82,42 |
| Electores registrados       | Electores registrados         | Electores registrados | Electores registrados                               | 849.788 | 100   |
| Fuentes:                    |                               |                       |                                                     |         |       |

### Cámara de Representantes
| ← 2013 · Cámara de Representantes · 2017 → | ← 2013 · Cámara de Representantes · 2017 →          | ← 2013 · Cámara de Representantes · 2017 → | ← 2013 · Cámara de Representantes · 2017 → | ← 2013 · Cámara de Representantes · 2017 → | ← 2013 · Cámara de Representantes · 2017 → |
| Partido                                    | Partido                                             | Votos                                      | %                                          | Bancas                                     | Candidatos |
| ------------------------------------------ | --------------------------------------------------- | ------------------------------------------ | ------------------------------------------ | ------------------------------------------ | --- |
|                                            | Frente Renovador de la Concordia                    | 394.948                                    | 63,81                                      | 14/20                                      | Ver candidatos: 1. Carlos Rovira 2. Orlando Ramón Franco 3. María Inés Rebollo 4. Raúl Andrés Flach 5. Lucas Martín Cácerez 6. Elsa Cristina Novoa 7. Juan Marcelo Rodríguez 8. Oscar Francisco Alarcón 9. Silvana Andrea Giménez 10. Héctor Alfredo Escobar 11. Jorge Rubén Petersen 12. Rosana Elizabeth Argüello 13. Nicolás Martín Daviña 14. Juan Pablo Ramírez 15. Mariela Beatriz Aguirre 16. Gonzalo Javier Costa de Arguibel 17. María Laura Rodríguez 18. Rossana Andrea Barrios 19. Oscar Albino Becker 20. Mirta Angélica Rivero                           |
|                                            | Frente Vamos Juntos                                 | 82.936                                     | 13,40                                      | 3/20                                       | Ver candidatos: 1. Jorge Ubaldo Ratier Berrondo 2. Víctor Jorge Kreimer 3. Alba Beatriz Nilsson 4. Héctor Javier Corti 5. Carlos Daniel Rodríguez 6. Liliana Mabel Rodríguez 7. Rubén Oscar Álvez 8. Silvia Estela Tuzes 9. Silvia Alicia Gross 10. Lisandro Daniel Padilla 11. Josías Eduardo Mescher 12. Isidoro Lorenzo Pellizzer 13. Lara Constanza Goerling 14. Carolina Florencia Rodríguez Benítez 15. Lorena Edith Morínigo 16. Federico Carlos Tellechea 17. Epifanía Isabel Chagas 18. Ivone Amalia Machado 19. Daniel Eduardo Martínez 20. Loida Bogarin    |
|                                            | Frente Cívico y Social                              | 53.462                                     | 8,64                                       | 1/20                                       | Ver candidatos: 1. Walter Eduardo Molina 2. Ricardo Heriberto Jaquet 3. Lilia Noemí Torres 4. Saúl Ricardo Vega 5. Adalberto Benito Pighin 6. Lina Mariela San Martín 7. Elsa Mabel Acuña 8. Jorge Eduardo Lacour 9. Rosendo Gilberto Elizalde 10. Cristina Esther Silva 11. César Aníbal Benítez 12. Irene Aurora Chamorro 13. Faustino Andrés Fleitas 14. Federico Oscar Pintos 15. María Elena Santiago 16. Rubén Pinto da Silva 17. Juan José Melegatti 18. Mirta Elisa Mantulak 19. Rony Alexis Metner 20. Gustavo Esteban Kozicki                                |
|                                            | Frente Unidos UNA                                   | 40.555                                     | 6,55                                       | 1/20                                       | Ver candidatos: 1. Silvia Araceli Rojas 2. Gustavo Marcelo José Maldonado 3. Gustavo Daniel Galarza 4. José Daniel Arrúa 5. Carina Mercedes Suares 6. Claudio Exequiel Krujowski 7. Miguel Ángel Duhalde 8. Andrés Seredyñski 9. Carmen Beatriz Borges da Silva 10. Débora Vanesa Cionci 11. Sergio Daniel Godoy 12. Bernarda Torres 13. Néstor Fabián Godoy 14. Anahí Soledad Prietto 15. César Gustavo Franco 16. Héctor Aníbal Benítez 17. Susana Ester Pineda 18. Matías David Mendoza 19. Héctor Rubén Giménez 20. Julio Carlos Lanzetti                          |
|                                            | Proyecto Agrario y Social                           | 36.611                                     | 5,92                                       | 1/20                                       | Ver candidatos: 1. Martín Aníbal Sereno 2. Gustavo Alfredo Weirich 3. Laura Andrea Ebenau 4. María Luján Pérez 5. Eugenio Cantero 6. Carlos Héctor de Lima 7. Lilian Patricia Alegre 8. Humberto Nicolás Acosta 9. Pedro Bartolomé Canteros 10. Walter Ramón Bogado 11. Fabiana Alicia Gutiérrez 12. Jorge Raúl Páez 13. Roxana Clara Bitancurt 14. Jorge Waldo Rojas 15. Rubén García 16. Yanina Giselle Equetino 17. Zulma Nelly Ortiz 18. Pedro Rambo 19. Gustavo René Bosio 20. Andrés Pasieka                                                                     |
|                                            | Partido del Obrero                                  | 3.916                                      | 0,63                                       | 0/20                                       | Ver candidatos: 1. Olga Beatriz Aguirre 2. Gabriela López Giménez 3. Juan Facundo Gabriel Rodríguez 4. Diego Hernán Gonet 5. Blanca Elizabeth Videla 6. Leonardo Rubén Aguirre 7. María Lía Fernández 8. Bruno Feliciano González 9. Susana Noemí Báez 10. Diego Hernán Chifarelli 11. Valeria Adriana Coutoune 12. Emiliano Walter Descalzi 13. Zulema Florencia Aguirre 14. Ana Ramona Aquino 15. Lucas Manuel Villalba 16. Valeria Beatriz Mercado 17. Rodrigo Leiva 18. Santiago Adolfo Galeano 19. Claudia Giménez 20. María Valeria Carmagnola                   |
|                                            | Unidos por una Nueva Alternativa (AUS - MMB - UCyB) | 2.223                                      | 0,36                                       | 0/20                                       | Ver candidatos: 1. Ramón Alejandro Velázquez 2. Flavio Rubén Montenegro 3. Yolanda Beatriz Klausk 4. Enzo José Antonio Gunther 5. Ana María Encina 6. Víctor Hugo Kachuk 7. Carolina Isabel Pintos 8. Juan Ramón Lezcano 9. Javier Gustavo Espinoza 10. Ramón Antonio Carballo 11. Héctor Alfredo Candia 12. Andrea Silvana Martínez 13. Nadia Sabrina Fleiderman 14. Ángel Nicasio Suárez 15. Elsa Ester Castillo 16. Oscar Armando Ybarra 17. Enrique Sebastián Romero 18. Juan Alberto Posdeley 19. Elvira Ester Genes 20. Cristian Roberto Sánchez                 |
|                                            | Frente Popular (UP - PTP)                           | 1.806                                      | 0,29                                       | 0/20                                       | Ver candidatos: 1. María Graciela Franzen 2. Graciela Beatriz de Melo 3. Érico Ricardo Barney 4. Lorenzo Alberto Barrientos 5. José Marcelo Martínez 6. Hilda Isabel Saucedo 7. Juan Ramón Espíndola 8. Jorge Alberto Derna 9. Delia Dolores Esteche 10. Rubén Aranda 11. Marcela Valeria González 12. María Stefani Dávalos 13. Olga Beatriz Chávez 14. Marlise de Fátima Marques 15. Carmen Susana Rey 16. Liliana Mabel Muller 17. Sulma Noemí Ayala 18. Héctor Miguel Miño 19. Elida Beatriz Galarza 20. Miguel Ángel Amurin                                       |
|                                            | Movimiento Social para una Mejor Vida               | 1.547                                      | 0,25                                       | 0/20                                       | Ver candidatos: 1. Roberto Orlando Benítez 2. Francisco Esteban Duarte 3. María Josefa Zidorak 4. Ervino Wagner 5. Juan Reinaldo Boichuk 6. Lidia Domínguez 7. Mario Enrique Grabovieski 8. Manuel Celestino de Barrios 9. Lidia Mariana Pereyra 10. Adolfo Oscar Enríquez 11. Guillermo Schweizer 12. Mariela Paula Mariano 13. Andrés Adolfo Pérez 14. Cipriano Arnoldo Smith 15. Nancy Rossana Ujeika 16. Juan Carlos Rodríguez 17. Enrique Alberto Díaz 18. Elvira Sulma Rosa 19. Carlos Cotula 20. María Cristina Doronica                                        |
|                                            | Movimiento Generacional                             | 945                                        | 0,15                                       | 0/20                                       | Ver candidatos: 1. Alfredo Wenceslao Aranda 2. César Aníbal Ayala 3. Sandra Lorena Silva 4. Edmundo Patrocinio Ruiz Díaz Brítez 5. Ramón Valentín Escurra 6. Carmen Alicia Pedrano 7. José Alberto Nasadyk 8. Ramón Alberto Basili 9. Rosana Mariela Ortigoza 10. Juan José Aranda 11. Héctor Ramón Barrios 12. Lilia Martina Noguera 13. Juan Ramón Vázquez 14. Julio Eduardo Nogueira 15. Olga Beatriz Blanco 16. Francisco Ramón Lesiw 17. Rubén Alejandro Kozlowski 18. Sara René Ramírez 19. Vanesa Andrea Romina Adorno 20. Bogdan Esteban Szkabrij Raichakowzki |
| Votos positivos                            | Votos positivos                                     | 618.949                                    | 88,50                                      |                                            | |
| Votos en blanco                            | Votos en blanco                                     | 75.513                                     | 10,80                                      |                                            | |
| Votos nulos                                | Votos nulos                                         | 4.902                                      | 0,70                                       |                                            | |
| Participación                              | Participación                                       | 699.364                                    | 82,42                                      |                                            | |
| Electores registrados                      | Electores registrados                               | 849.788                                    | 100                                        |                                            | |
| Fuente:                                    |                                                     |                                            |                                            |                                            | |